# بانغور (ويسكونسن)
بانغور (بالإنجليزية: Bangor, Wisconsin)‏ هي قرية تقع في الولايات المتحدة في مقاطعة لاكروس. يقدر عدد سكانها بـ 1,459 نسمة ومساحتها 3.19 كم2 وترتفع عن سطح البحر 239 متر.

## التركيبة السكانية
قام مكتب تعداد الولايات المتحدة بتحديد بيانات التركيبة السكانية لبانغور في تعداد الولايات المتحدة. في ما يلي، التركيبة السكانية حسب تعدادي 2000 و2010.

### تعداد عام 2000
بلغ عدد سكان بانغور 1,400 نسمة بحسب تعداد عام 2000، وبلغ عدد الأسر 524 أسرة وعدد العائلات 390 عائلة مقيمة في القرية. في حين سجلت الكثافة السكانية 1,315.4 نسمة لكل ميل مربع (507.9/كم2). وبلغ عدد الوحدات السكنية 546 وحدة بمتوسط كثافة قدره 513.0 نسمة لكل ميل مربع (198.1/كم2).
وتوزع التركيب العرقي للقرية بنسبة 98.21% من البيض و 0.79% من الأمريكيين الأصليين و 0.29% من الأمريكيين ذوي الأصول الآسيوية و 0.29% من الأمريكيين الأفارقة و 0.36% من عرقين مختلطين أو أكثر.
بلغ عدد الأسر 524 أسرة كانت نسبة 38.4% منها لديها أطفال تحت سن الثامنة عشر تعيش معهم، وبلغت نسبة الأزواج القاطنين مع بعضهم البعض 63.9% من أصل المجموع الكلي للأسر، ونسبة 6.5% من الأسر كان لديها معيلات من الإناث دون وجود شريك، وكانت نسبة 25.4% من غير العائلات. تألفت نسبة 21.4% من أصل جميع الأسر من أفراد ونسبة 10.7% كانوا يعيش معهم شخص وحيد يبلغ من العمر 65 عاماً فما فوق. وبلغ متوسط حجم الأسرة المعيشية 3.10، أما متوسط حجم العائلات فبلغ 2.65.
بلغ العمر الوسطي للسكان 35 عاماً. وكانت نسبة 28.8% من القاطنين تحت سن الثامنة عشر، وكانت نسبة 5.9% بين الثامنة عشر والأربعة وعشرون عاماً، ونسبة 31.1% كانت واقعةً في الفئة العمرية ما بين الخامسة والعشرون حتى والأربعة وأربعون عاماً، ونسبة 18.1% كانت ما بين الخامسة والأربعون حتى الرابعة والستون، ونسبة 16.0% كانت ضمن فئة الخامسة والستون عاماً فما فوق. يوجد لكل 100 أنثى 99.4 ذكر، ويوجد لكل 100 أنثى في الثامنة عشر من عمرها فما فوق 95.1 ذكر.
بلغ متوسط دخل الأسرة في القرية 42,102 دولار، أما متوسط دخل العائلة فبلغ 46,058 دولار. وكان متوسط دخل الذكور 30,787 دولار مقابل 20,707 دولار للإناث. وسجل دخل الفرد الخاص بالقرية 17,648 دولار. وكانت نسبة 4.7% من العائلات ونسبة 6.3% من السكان تحت خط الفقر، وكان من هؤلاء نسبة 7.4% تحت سن الثامنة عشر ونسبة 11.7% في الخامسة والستين من العمر وما فوق.

## معرض صور

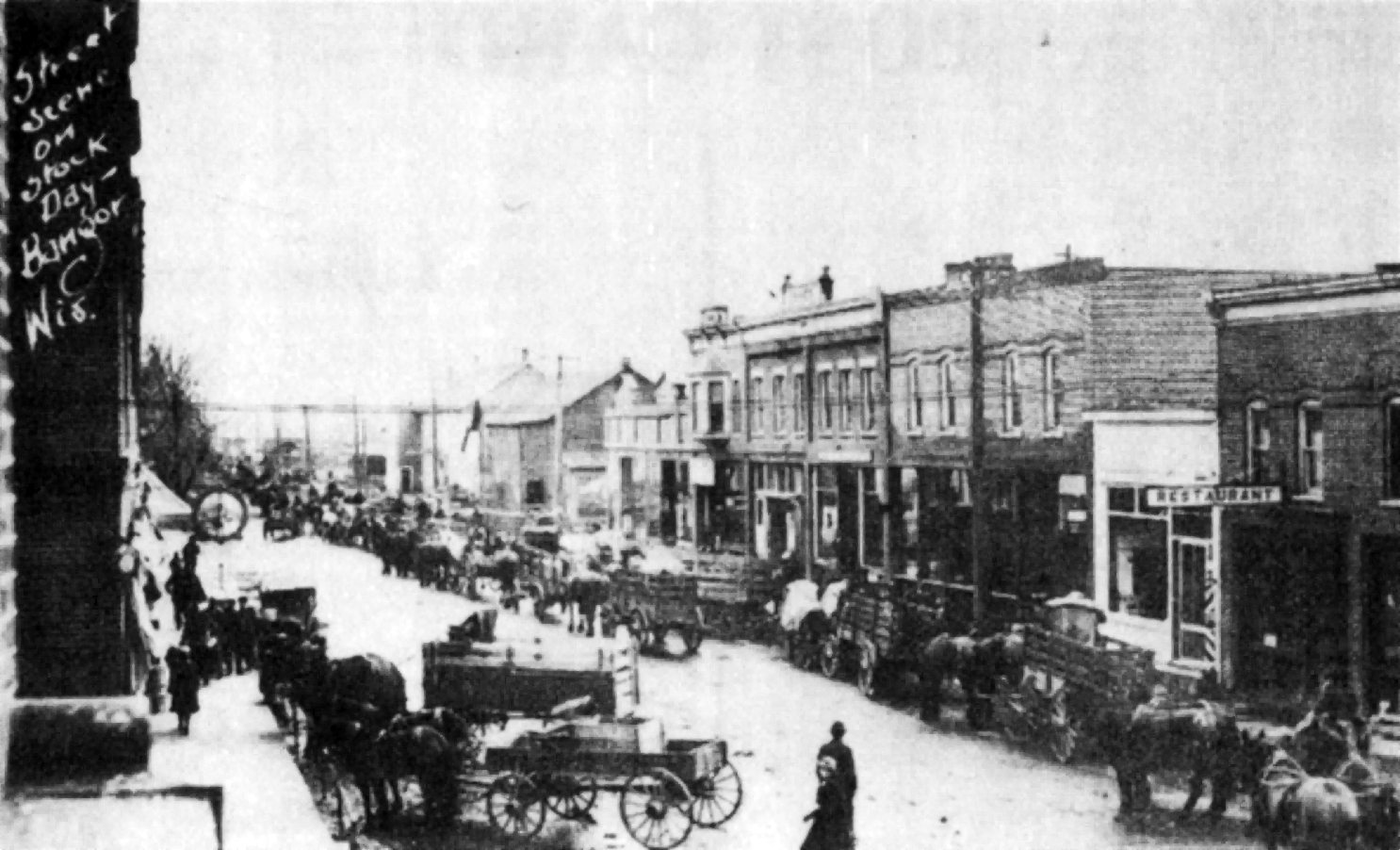
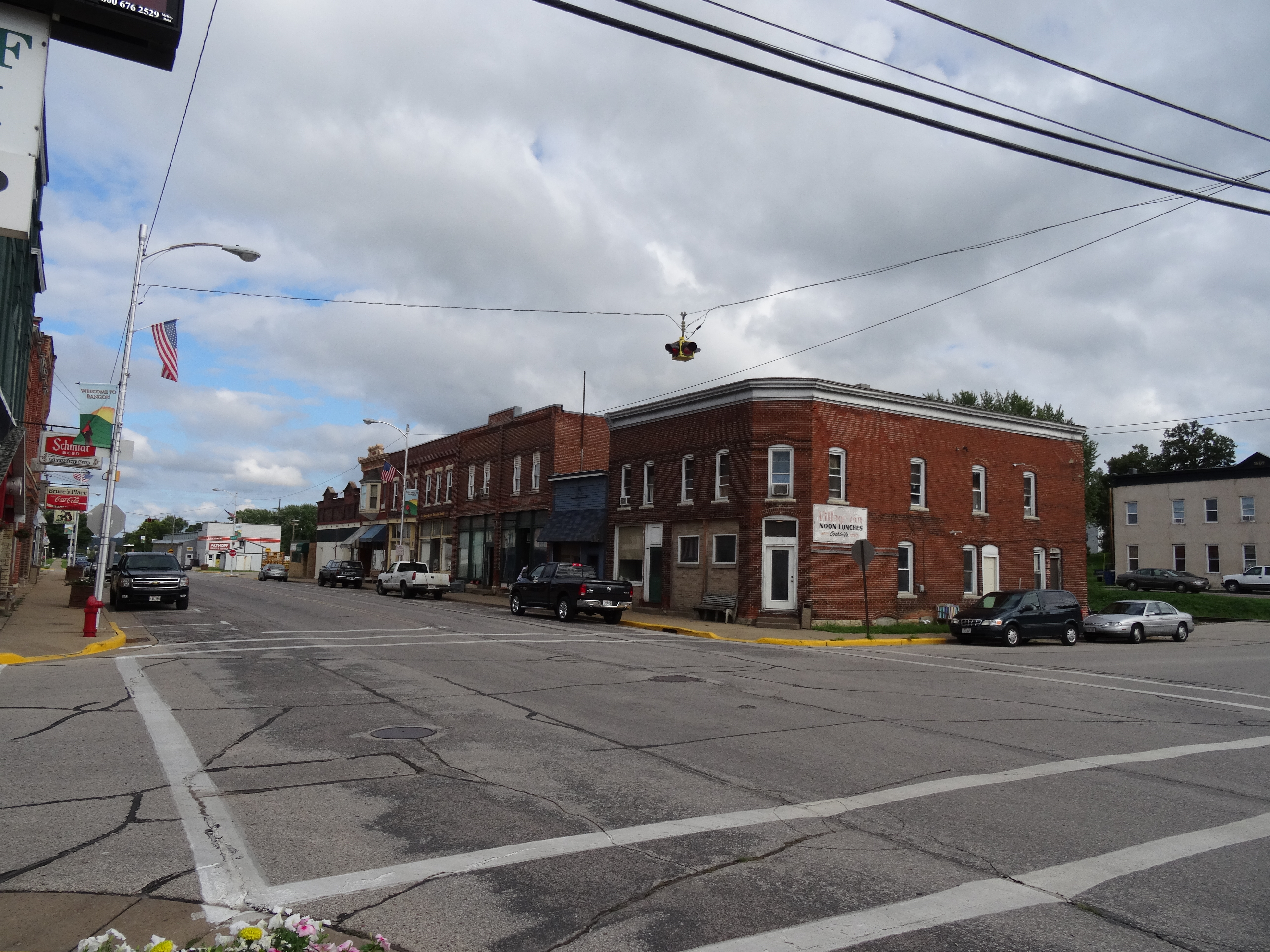
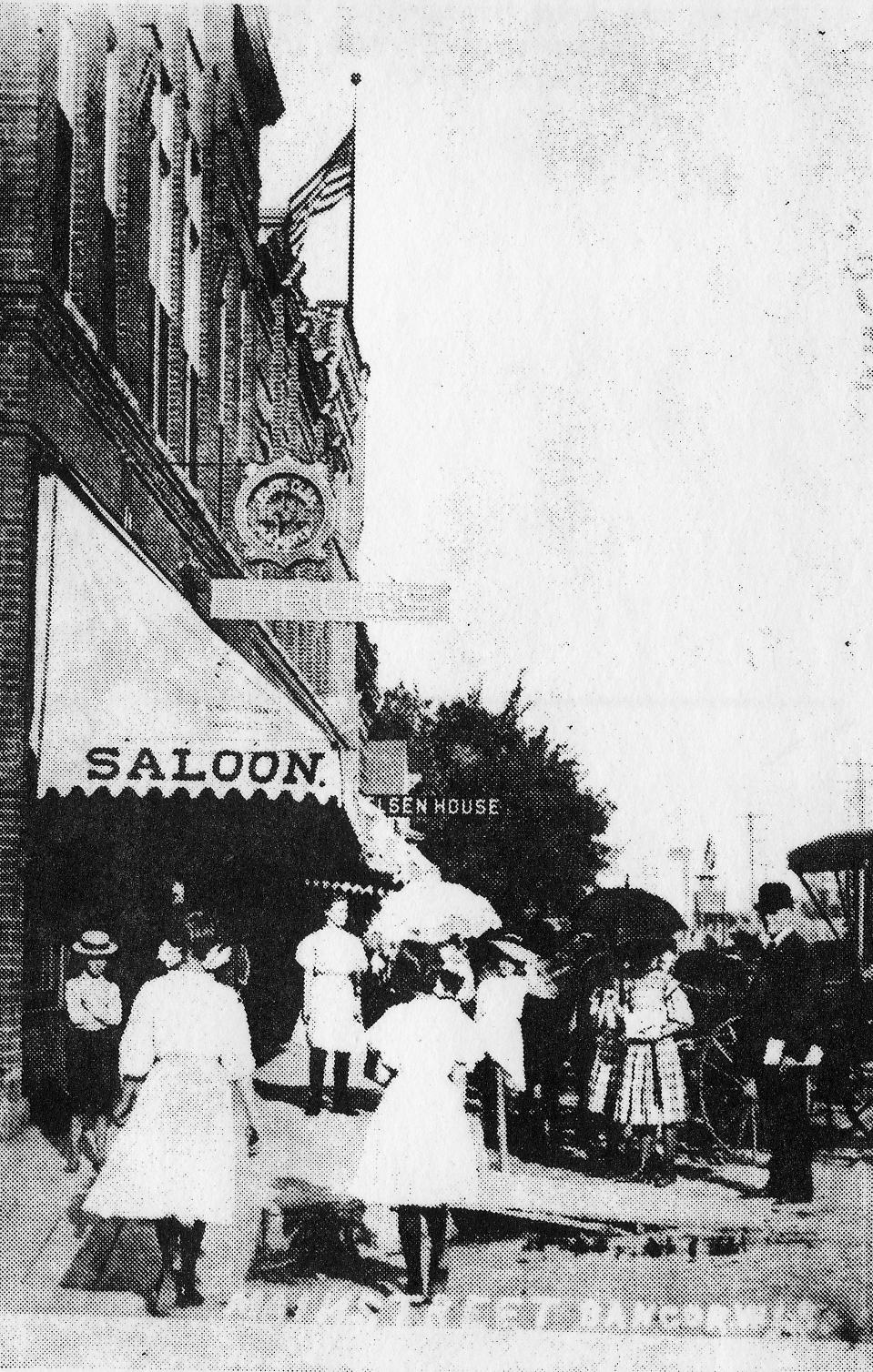

### تعداد عام 2010
بلغ عدد سكان بانغور 1,459 نسمة بحسب تعداد عام 2010، وبلغ عدد الأسر 571 أسرة وعدد العائلات 392 عائلة مقيمة في القرية. في حين سجلت الكثافة السكانية 1,186.2 نسمة لكل ميل مربع (458.0/كم2). وبلغ عدد الوحدات السكنية 597 وحدة بمتوسط كثافة قدره 485.4 لكل ميل مربع (187.4/كم2).
وتوزع التركيب العرقي للقرية بنسبة 97.7% من البيض و 0.6% من الأمريكيين الأصليين و 0.2% من الأمريكيين ذوي الأصول الآسيوية و 0.5% من الأمريكيين الأفارقة و 1.0% من عرقين مختلطين أو أكثر.
بلغ عدد الأسر 571 أسرة كانت نسبة 39.6% منها لديها أطفال تحت سن الثامنة عشر تعيش معهم، وبلغت نسبة الأزواج القاطنين مع بعضهم البعض 53.2% من أصل المجموع الكلي للأسر، ونسبة 10.7% من الأسر كان لديها معيلات من الإناث دون وجود شريك، بينما كانت نسبة 4.7% من الأسر لديها معيلون من الذكور دون وجود شريكة وكانت نسبة 31.3% من غير العائلات. تألفت نسبة 26.4% من أصل جميع الأسر من أفراد ونسبة 13.3% كانوا يعيش معهم شخص وحيد يبلغ من العمر 65 عاماً فما فوق. وبلغ متوسط حجم الأسرة المعيشية 3.11، أما متوسط حجم العائلات فبلغ 2.56.
بلغ العمر الوسطي للسكان 35.6 عاماً. وكانت نسبة 29.5% من القاطنين تحت سن الثامنة عشر، وكانت نسبة 6% بين الثامنة عشر والأربعة وعشرون عاماً، ونسبة 29% كانت واقعةً في الفئة العمرية ما بين الخامسة والعشرون حتى والأربعة وأربعون عاماً، ونسبة 21.9% كانت ما بين الخامسة والأربعون حتى الرابعة والستون، ونسبة 13.6% كانت ضمن فئة الخامسة والستون عاماً فما فوق. وتوزع التركيب الجنسي للسكان بنسبة 50.4% ذكور و49.6% إناث.